# Diecéze montaubanská
Diecéze Montauban (lat. Diocesis Montis Albani, franc. Diocèse de Montauban) je francouzská římskokatolická diecéze. Leží na území departementu Tarn-et-Garonne, jehož hranice přesně kopíruje. Sídlo biskupství i katedrála Saint-Antonin de Pamiers se nachází ve městě Montauban. Diecéze je součástí toulouské církevní provincie.
Od 11. května 2007 je diecézním biskupem Mons. Bernard Ginoux.

## Historie
Biskupství bylo v Montaubanu zřízeno 11. července 1317 papežem Janem XXII.
V důsledku konkordátu z roku 1801 bylo 29. listopadu 1801 bulou papeže Pia VII. Qui Christi Domini zrušeno velké množství francouzských diecézí, mezi nimi také diecéze Montauban, jejíž území bylo včleněno do toulouské arcidiecéze.
Biskupství v Montaubanu bylo obnoveno bulou Paternae caritatis 6. října 1822.